# Sus
A Sus az emlősök (Mammalia) osztályának párosujjú patások (Artiodactyla) rendjébe, ezen belül a disznófélék (Suidae) családjába és a Suinae alcsaládjába tartozó nem, a disznók neme.

## Rendszerezés
A nembe az alábbi 10 élő faj és 13 fosszilis faj tartozik:
- palawani szakállas disznó (Sus ahoenobarbus) Huet, 1888
- szakállas disznó (Sus barbatus) S. Müller, 1838
- szemölcsös disznó (Sus bucculentus) Heude, 1892
- cebui disznó (Sus cebifrons) Heude, 1888
- celebeszi disznó (Sus celebensis) S. Muller & Schlegel, 1843
- Sus heureni Hardjasasmita, 1987 - meglehet, hogy azonos a celebeszi disznóval
- Sus oliveri Groves, 1997
- fülöp-szigeteki disznó (Sus philippensis) Nehring, 1886
- vaddisznó (Sus scrofa) Linnaeus, 1758 - típusfaj
  - házi sertés (Sus scrofa domestic) Erxleben, 1777
- vietnámi szemölcsös disznó (Sus verrucosus) Boie, 1832

- †Sus australis Han, 1987 – kora pleisztocén, Kína
- †Sus bijiashanensis Han et al, 1975 – kora pleisztocén, Kína
- †Sus falconeri – pleisztocén, indiai Siwalik régió
- †Sus houi Qi et al, 1999 – pleisztocén, Kína
- †Sus hysudricus
- †Sus jiaoshanensis Zhao, 1980 – kora pleisztocén, Kína
- †Sus liuchengensis Han, 1987 – kora pleisztocén, Kína
- †Sus lydekkeri Zdansky, 1928 – pleisztocén, Kína
- †Sus offecinalis Koenigswald, 1933 – Kína
- †Sus peii Han, 1987 – kora pleisztocén, Kína
- †Sus subtriquetra Xue, 1981
- †Sus strozzii Forsyth Major, 1881 - pliocén-kora pleisztocén, Dél-Európa
- †Sus xiaozhu Han et al, 1975 – kora pleisztocén, Kína

Korábban a törpedisznót (Porcula salvania) is ebbe az emlősnembe sorolták, Sus salvanius néven.

## Képek

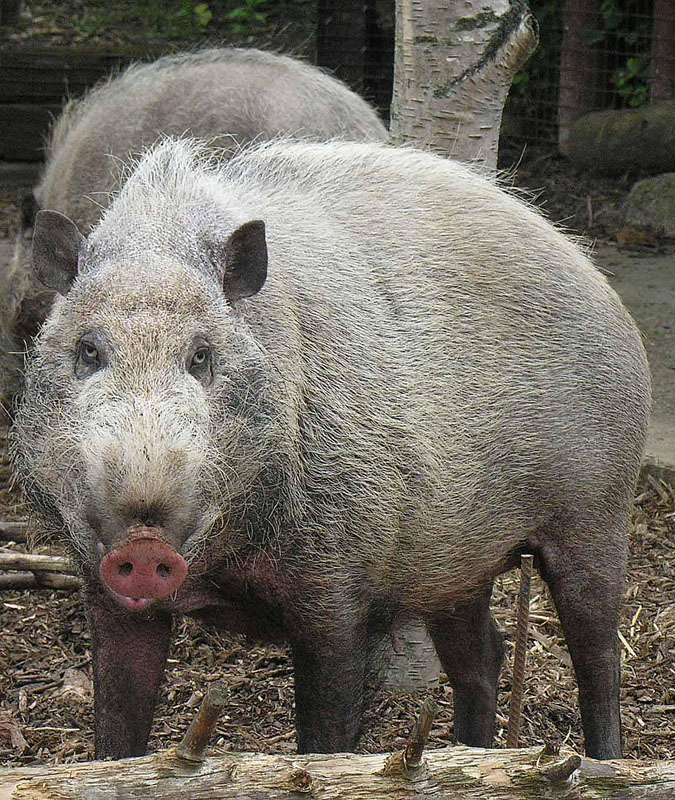
Sus barbatus
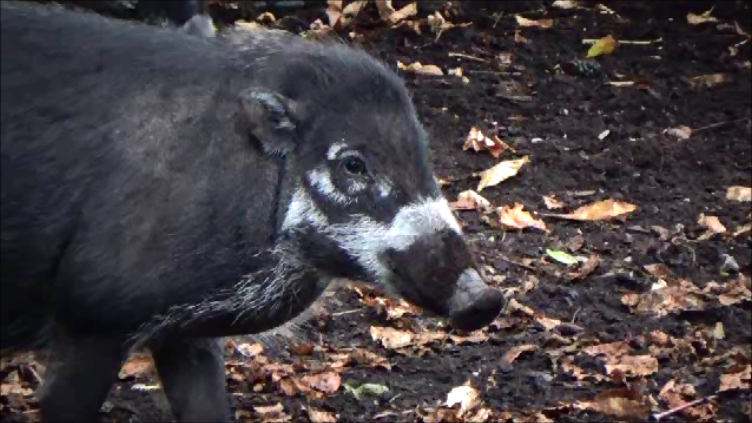
Sus cebifrons
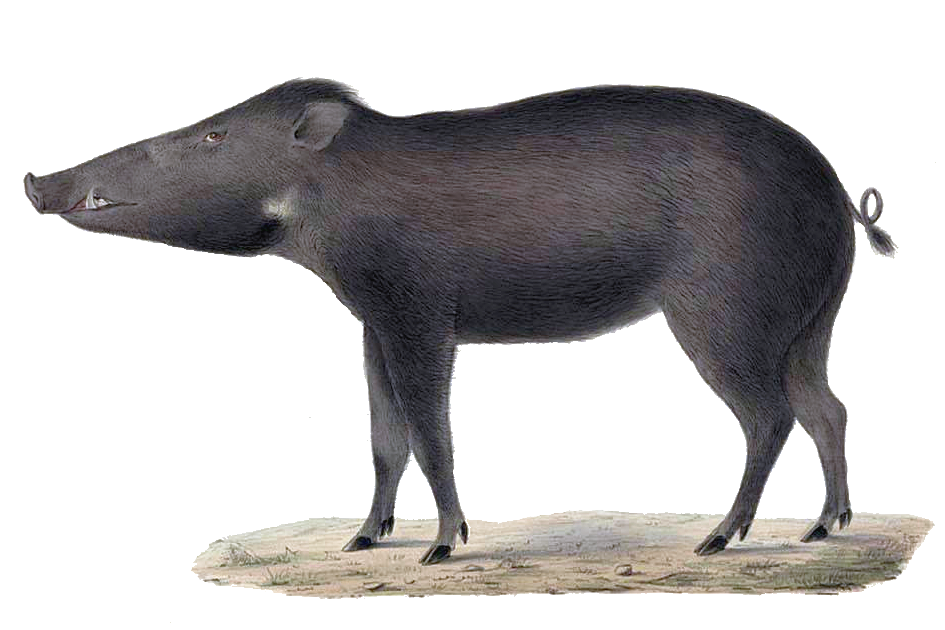
Sus celebensis
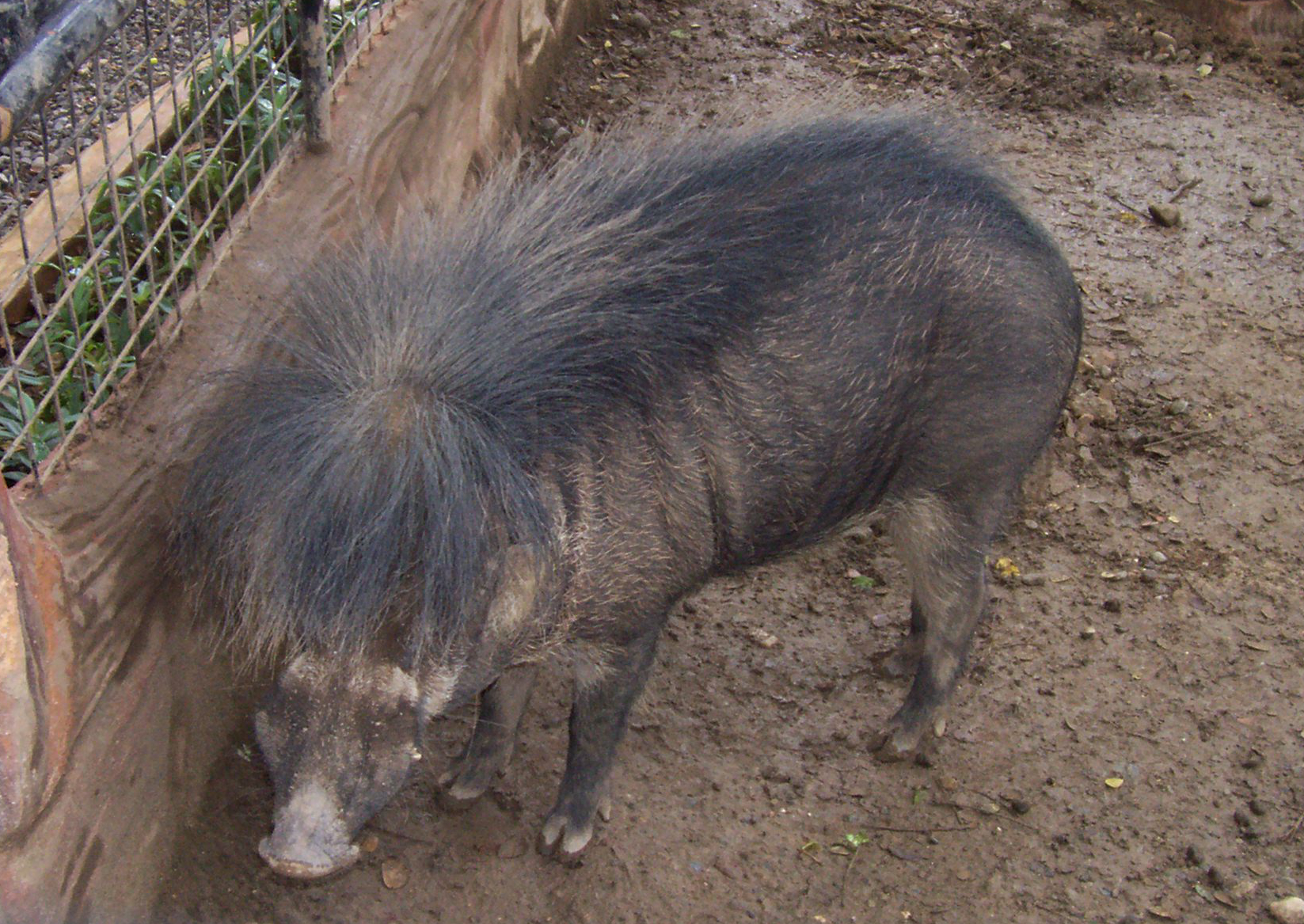
Sus philippensis
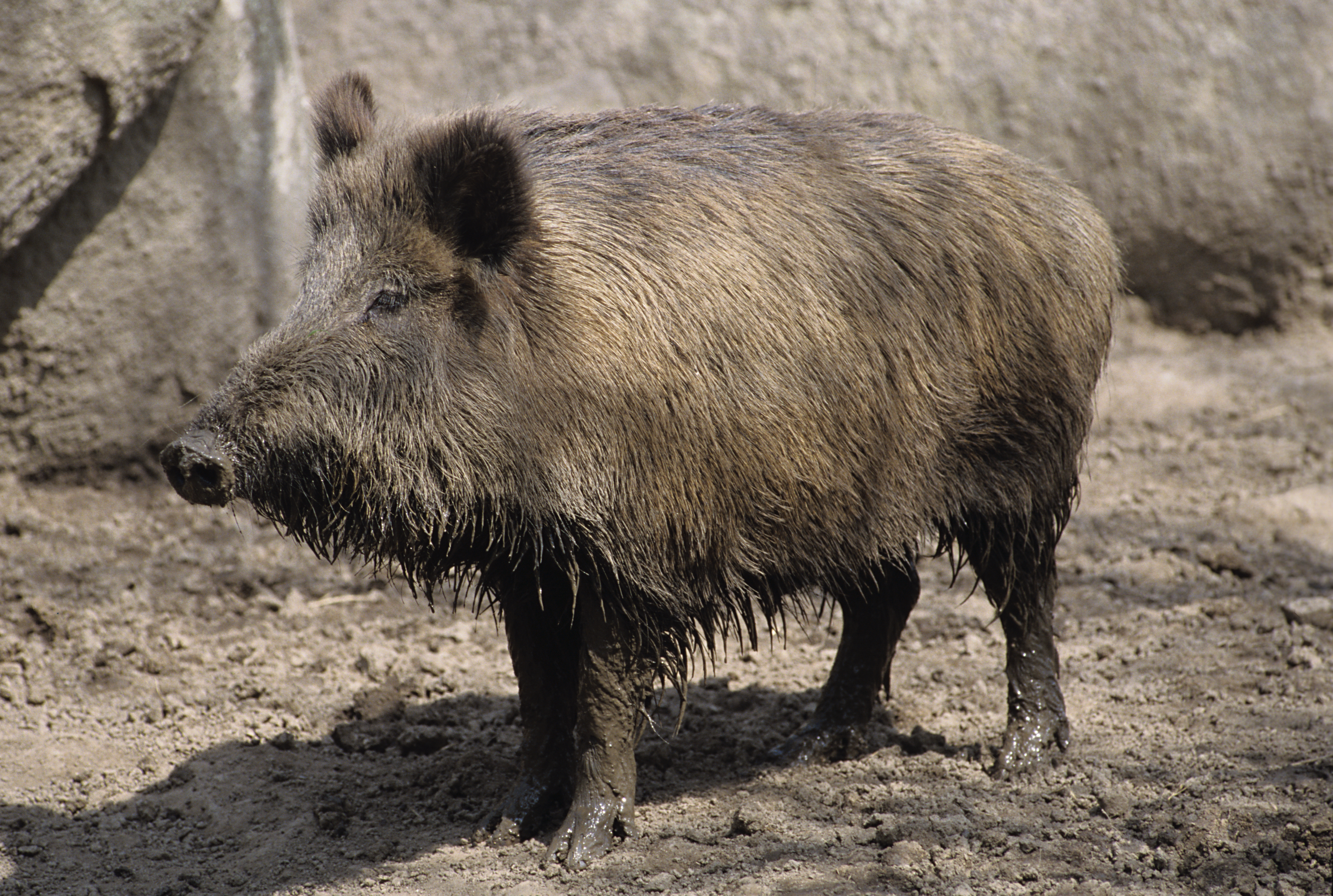
Sus scrofa
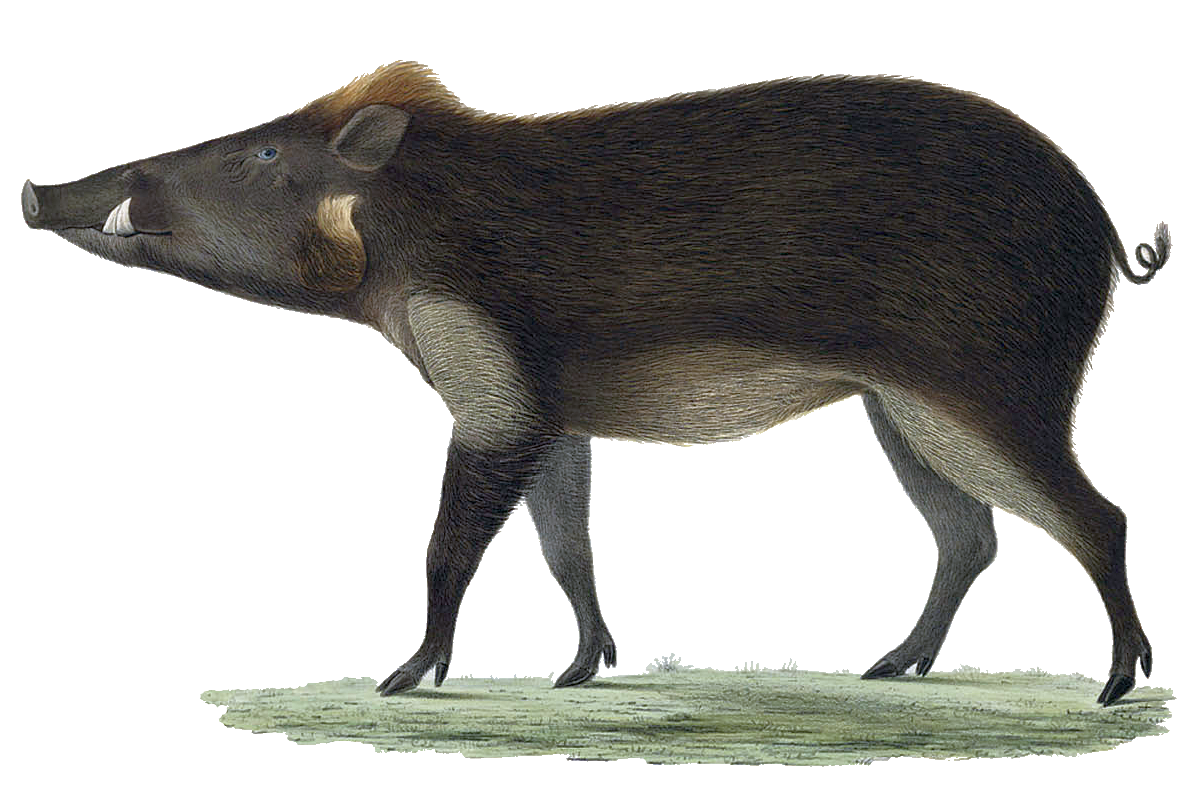
Sus verrucosus

### Fordítás
- Ez a szócikk részben vagy egészben  a   Pig című angol Wikipédia-szócikk ezen változatának fordításán alapul.  Az eredeti cikk szerkesztőit annak laptörténete sorolja fel. Ez a jelzés csupán a megfogalmazás eredetét és a szerzői jogokat jelzi, nem szolgál a cikkben szereplő információk forrásmegjelöléseként.